# Landsat 7

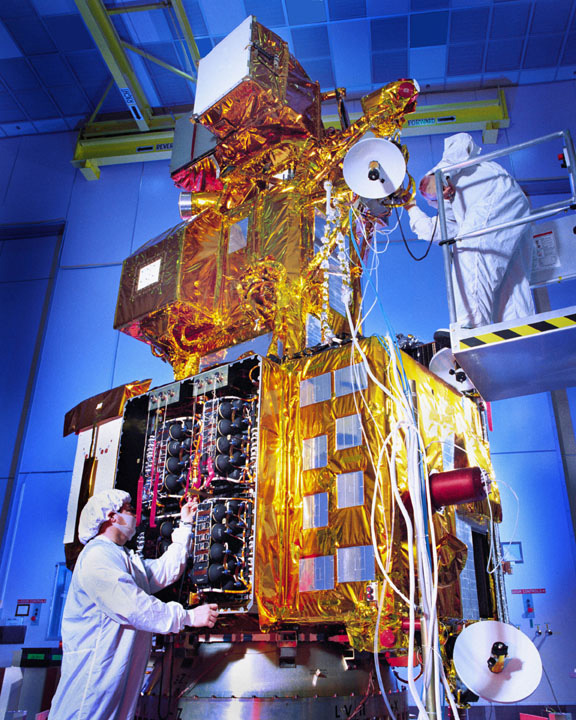
Супутник Landsat 7 на складальному майданчику.

Landsat 7 — супутник дистанційного зондування Землі, сьомий із запущених в рамках космічної програми «Landsat». Виведений на орбіту в 1999 році і, станом на 2015 рік, продовжує роботу. Основною метою супутника було оновлення глобального архіву супутникових зображень. Хоча програма Landsat керувалася НАСА, дані зйомок обробляються і поширюються Геологічною службою США. Програма НАСА World Wind і більшість картографічних сайтів (Google Maps, Yahoo Maps, Bing Maps) використовують як основу зображення, отримані з Landsat 7. У супутника є кілька компаньйонів, що курсують за ним на близьких орбітах з інтервалом у кілька хвилин: апарати Earth Observing-1, SAC-C і Терра. Разом дане угруповування іноді називається «ранкове сузір'я» (англ. The morning constellation).
Інвестиції в проєкт перевищили 700 мільйонів доларів США до 2003 року.

## Інструменти Landsat 7
Landsat 7 містить сенсор Enhanced Thematic Mapper Plus (ETM +), вдосконалену версію інструментів Thematic Mapper, які знаходилися на борту Landsat 4 і Landsat 5. Продукти Landsat 7 поставляються у вигляді 8-бітних зображень з 256 рівнями сірого. Описи позначень діапазону Landsat 7 та порівняння всіх датчиків Landsat доступні у вільній формі.
Enhanced Thematic Mapper Plus (ETM +): Band 1 видимий (синій колір) (0,45 — 0,52 мкм) 30 м (роздільна здатність пікселю)
Band 2 видимий (зелений колір) (0,52—0,60 мкм) 30 м
Band 3 видимий (червоний колір) (0,63—0,69 мкм) 30 м
Band 4 близький інфрачервоний (NIR) (0,77—0,90 мкм) 30 м
Band 5 близький інфрачервоний (NIR) (1,55—1,75 мкм) 30 м
Band 6 тепловий (Thermal) (10,40—12,50 мкм) 60 м низький коефіцієнт посилення / високий коефіцієнт посилення
Band 7 середній інфрачервоний (Mid-Infrared) (2,08—2,35 мкм) 30 м
Band 8 панхроматичний (PAN) (0,52—0,90 мкм) 15 м
Інтервал відбору ґрунту: 30 м відбивний, 60 м тепловий
До Landsat 7 було додано бортове калібрування: сонячний калібратор з повною діафрагмою (Full Aperture Solar Calibrator — FASC) та сонячний калібратор з частковою діафрагмою (Partial Aperture Solar Calibrator — PASC) та дві калібрувальні лампи.

## Вихід з ладу коректора сканування ліній
31 травня 2003 року коректор ліній сканування (Scan Line Corrector — SLC), який компенсує рух супутника по орбіті, вийшов з ладу. Подальші зусилля щодо відновлення SLC були неуспішними, тому похибка постійна. Без діючого коректора лінія сканування земної поверхні виходить з зигзагоподібним малюнком спотворення даних.
Як результат, зображена область дублюється з шириною, яка збільшується до краю сцени. Коли обробляються дані першого рівня обробки, задубльовані ділянки видаляються, залишаючи прогалини в даних. Хоча на цих сценах залишається лише 78 відсотків їх пікселів після видалення задубльованих областей, ці дані все ще є одними з найбільш геометрично та радіометрично точних серед усіх цивільних супутникових даних у світі.